# Colorado '88
Colorado '88 è un album dal vivo in 3 CD della band statunitense Phish, registrato nel corso di 7 concerti tenuti dal gruppo durante il mini-tour estivo del 1988. Benché avessero suonato fuori dal Vermont in pochissime occasioni, i Phish intrapresero un tour verso l'ovest. Il gruppo eseguì 7 performance in 10 giorni fra bar e piccoli ristoranti nelle località sciistiche di Telluride e Aspen. Colorado '88 raccoglie in ordine cronologico le parti migliori di queste esibizioni. Il disco documenta in maniera efficace l'attività dal vivo dei Phish prima dell'arrivo del successo e dei concerti nelle grandi arene e negli stadi. Il clima dell'album è intimo e rilassato, e il frontman Trey Anastasio chiacchiera con il pubblico e saluta gli avventori che, terminate le consumazioni, lasciano il locale.
Masterizzato direttamente dalla registrazione analogica su musicassette effettuata dal fonico del gruppo Paul Languedoc, Colorado '88 contiene svariati pezzi che non erano mai state registrati dai Phish. L'album contiene molti brani del concept album The Man Who Stepped into Yesterday, che i Phish avevano da poco terminato di incidere.

## Storia
Mike Gordon raccontò come il tour da cui nacque Colorado '88 fosse merito della sua fidanzata Cilla Foster: nel gennaio 1988, infatti, la ragazza lavorava come cameriera in un bar di Telluride e riuscì a convincere Warren Stickney - proprietario del locale - ad ingaggiare il gruppo del suo ragazzo. I Phish erano titubanti a imbarcarsi in una trasferta tanto impegnativa a fronte di un solo concerto, ma Stickney promise che avrebbe organizzato un tour di un mese attraverso tutto il Colorado. Ci vollero altri sei mesi per riuscire a parlare di nuovo a Stickney, e Gordon poté raggiungerlo telefonicamente solo una settimana prima che il gruppo dovesse partire per il lungo viaggio:
(Mike Gordon)
(Mike Gordon)
Quando i Phish giunsero a destinazione, scaricarono gli strumenti nel bar di Stickney e si misero subito a caccia di altre date nei locali dei dintorni. In un paio di giorni riuscirono a fissare altre 6 serate, di cui una sola fuori Telluride, nella vicina località di Aspen.

## Tracce

### Disco 1
1. "The Curtain With" (Anastasio, Daubert) - 17:34
2. "The Sloth" (Anastasio) - 3:08
3. "Icculus" (Anastasio, Marshall) - 4:48
4. "Colonel Forbin's Ascent" (Anastasio) - 5:43
5. "Fly Famous Mockingbird" (Anastasio) - 9:14
6. "I Didn't Know" (Wright) - 5:38
7. "Maiden Voyage" (Hancock) - 9:29
8. "Timber" (White) - 11:23
9. "Harpua" (Anastasio, Fishman) - 12:27

### Disco 2
1. "Fluffhead" (Anastasio, Pollak) - 14:54
2. "Run Like an Antelope" (Anastasio, Marshall, Pollak) - 10:58
3. "Sneakin' Sally Thru the Alley" (Toussaint) - 6:47
4. "Light Up or Leave Me Alone" (Capaldi) - 7:27
5. "The Lizards" (Anastasio) - 10:21
6. "I Know a Little" (Gaines) - 2:59
7. "The Man Who Stepped Into Yesterday" (Anastasio) - 3:18
8. "Avenu Malcanu" (Tradizionale) - 3:08
9. "The Man Who Stepped Into Yesterday" (Anastasio) - 1:35
10. "Flat Fee" (Anastasio) - 2:22
11. "McGrupp and the Watchful Hosemasters" (Anastasio, Marshall) - 9:32
12. "Alumni Blues" (Anastasio) - 4:32
13. "Letter To Jimmy Page" (Anastasio) - 1:00
14. "Alumni Blues" (Anastasio) - :44

### Disco 3
1. "Camel Walk" (Holdsworth) - 5:39
2. "Wilson" (Anastasio, Marshall, Woolf) - 5:47
3. "No Dogs Allowed" (Anastasio) - 13:50
4. "Mike's Song" (Gordon) - 4:55
5. "I Am Hydrogen" (Anastasio, Daubert, Marshall) - 2:06
6. "Weekapaug Groove" (Anastasio, Fishman, Gordon, McConnell) - 4:20
7. "You Enjoy Myself" (Anastasio) - 17:31
8. "Cities" (Byrne) - 4:44
9. "Dave's Energy Guide" (Abrahams, Anastasio) - 1:25
10. "Cities" (Byrne) - :41
11. "AC/DC Bag" (Anastasio) - 10:06
12. "Corinna" (Davis, Taj Mahal) - 4:33
13. "Thank You" - 3:37

### Tracce Bonus
1. "Sanity" (Anastasio, Fishman, Gordon, McConnell, Pollak) - 7:41
2. "Dog Log" (Anastasio) - 4:30
3. "Big Black Furry Creature From Mars" (Gordon) - 3:52
4. "Slave to the Traffic Light" (Abrahams, Anastasio, Pollak) - 10:27
5. "Harry Hood" (Anastasio, Fishman, Gordon, Long, McConnell) - 13:39

## Formazione
Phish
Trey Anastasio - guitars, vocals
Page McConnell - keyboards, vocals
Mike Gordon - bass guitar, vocals
Jon Fishman - drums, vocals